# Impact des microplastiques sur la santé environnementale en Haïti
 (avril 2024).
La mise en forme du texte ne suit pas les recommandations de Wikipédia : il faut le « wikifier ».
Les points d'amélioration suivants sont les cas les plus fréquents :
- Les titres sont pré-formatés par le logiciel. Ils ne sont ni en capitales, ni en gras.
- Le texte ne doit pas être écrit en capitales (les noms de famille non plus), ni en gras, ni en italique, ni en « petit »…
- Le gras n'est utilisé que pour surligner le titre de l'article dans l'introduction, une seule fois.
- L'italique est rarement utilisé : mots en langue étrangère, titres d'œuvres, noms de bateaux, etc.
- Les citations ne sont pas en italique mais en corps de texte normal. Elles sont entourées par des guillemets français : « et ».
- Les listes à puces sont à éviter, des paragraphes rédigés étant largement préférés. Les tableaux sont à réserver à la présentation de données structurées (résultats, etc.).
- Les appels de note de bas de page (petits chiffres en exposant, introduits par l'outil «  Source ») sont à placer entre la fin de phrase et le point final[comme ça].
- Les liens internes (vers d'autres articles de Wikipédia) sont à choisir avec parcimonie. Créez des liens vers des articles approfondissant le sujet. Les termes génériques sans rapport avec le sujet sont à éviter, ainsi que les répétitions de liens vers un même terme.
- Les liens externes sont à placer uniquement dans une section « Liens externes », à la fin de l'article. Ces liens sont à choisir avec parcimonie suivant les règles définies. Si un lien sert de source à l'article, son insertion dans le texte est à faire par les notes de bas de page.
- La présentation des références doit suivre les conventions bibliographiques. Il est recommandé d'utiliser les modèles {{Ouvrage}}, {{Chapitre}}, {{Article}}, {{Lien web}} et/ou {{Bibliographie}}. Le mode d'édition visuel peut mettre en forme automatiquement les références.
- Insérer une infobox (cadre d'informations à droite) n'est pas obligatoire pour parachever la mise en page.

Pour une aide détaillée, merci de consulter Aide:Wikification.
Si vous pensez que ces points ont été résolus, vous pouvez retirer ce bandeau et améliorer la mise en forme d'un autre article.
En Haïti, l'impact croissant des microplastiques sur la santé environnementale représente un défi contemporain majeur nécessitant une action urgente. Ces particules invisibles à l'œil nu contaminent les écosystèmes terrestres et aquatiques, menaçant la biodiversité et la santé des populations. Leur persistance dans l'environnement et leur capacité à absorber des produits chimiques toxiques soulignent l'urgence de politiques de gestion des déchets et de réglementations plus strictes sur l'utilisation des plastiques. De plus, des recherches approfondies sont nécessaires pour évaluer pleinement les effets des microplastiques sur la santé humaine et animale car le plastique est omniprésent dans les compatiments de l'environnement (eau, air et sol).

## Causes
Haïti ne dispose pas de système collectif pour la collecte et le traitement des déchets.De plus avec sa température tropicale et la durée moyenne journalière qui est de 12 heures, les plastiques prėsents dans les canaux d'eau urbains pourraient se dégrader plus rapidement en générant des microplastiques. Leur rejet dans la baie de Port - au - Prince expose cet écosystème à des dangers environnementaux, celui des polluants contenus dans les déchets, et celui des aléas climatiques, en particulier l'acidification des océans .

## Effets des microplastiques sur l'environnement
Les microplastiques sont des contaminants émergents et leurs impacts sur l’environnement aquatique et terrestre suscitent de plus en plus d’inquiétudes. La contamination par les microplastiques peut avoir des effets à la fois bénéfiques et néfastes sur les propriétés du sol. De plus, il a été démontré que les microplastiques interagissent avec un large éventail de contaminants, notamment les pesticides, les polluants organiques persistants, les métaux lourds et les antibiotiques, et peuvent agir comme vecteur de transfert de contaminants dans les environnements terrestres.
Les microplastiques et leurs produits chimiques associés peuvent être transférés à travers les réseaux alimentaires et s’accumuler à travers plusieurs niveaux trophiques, entraînant des effets potentiellement néfastes sur la santé des humains et d’autres organismes. Bien que plusieurs études se soient concentrés sur l'occurrence et les impacts de la contamination par les microplastiques dans les environnements marins, leurs sources, leur devenir, leur transport et leurs effets dans les environnements terrestres sont moins étudiés et mal compris.
La pollution par les microplastiques dans l’environnement est étroitement déterminée par les activités industrielles et humaines environnantes. À la lumière du contrôle des polluants, il est important de retracer la source et le comportement des microplastiques issus des écosystèmes terrestres. Les systèmes d'eau douce peuvent recevoir directement des microplastiques provenant de plusieurs sources primaires, telles que les processus de fabrication et les opérations de mise en décharge.[6] La présence de microplastiques a été signalée dans l'eau douce des lacs, des rivières et des usines de traitement des eaux usées. Il a été démontré que les sources de pollution, les impacts anthropiques et l’hydrodynamique peuvent potentiellement influencer la vitesse à laquelle les microplastiques s’accumulent et sont transportés. Bien que la proportion de plastiques issus des eaux usées dans l’eau douce soit largement inconnue, les effluents provenant de sources industrielles et domestiques contribuent largement à la pollution par les microplastiques.

## Effets des microplastiques sur la santé
L’exposition du corps humain aux microplastiques passe par différentes voies : ingestion, inhalation et voie cutanée.
Compte tenu des concentrations élevées de microplastiques détectées, les voies d’exposition mentionnées ci-dessus peuvent représenter des problèmes importants pour la santé humaine. Les microplastiques peuvent avoir des effets néfastes potentiels sur la santé humaine, tels qu'une inflammation et une génotoxicité secondaire, et leur accumulation peut induire ou renforcer une réponse immunitaire. Les microplastiques inhalés peuvent se déplacer dans l'épithélium respiratoire par diffusion, pénétration cellulaire directe ou absorption cellulaire active, comme indiqué pour d'autres micro et nanoparticules non biologiques. Les effets préliminaires de l’inhalation de microplastiques ont été étudiés chez des travailleurs impliqués dans la transformation du plastique. L'analyse histopathologique des poumons de ces travailleurs a montré une fibrose interstitielle et des lésions granulomateuses, supposées être des poussières d'acrylique, de polyester et de nylon.

## Les mesures et actions pour attenuer l'impact des microplastiques
En Haïti, le gouvernement a publié le 9 aout 2012 un arrêté  interdisant la production, l’importation, la commercialisation et l’utilisation, sous quelque forme que ce soit, des sacs en polyéthylène et d’objets en polystyrène expansé pour les denrées alimentaires individuelles. Cependant, 14 pays des caraïbes (plus d’un tiers) ont interdit les sacs en plastique à usage unique et/ou les contenants en polystyrène. Le 10 juillet 2013, un deuxième décret a été publié pour interdire à nouveau « l’importation, la production ou la vente d’articles en polystyrène expansé à usage alimentaire ». À l’appui du second décret, les ministères de l’Environnement, de la Justice et de la sécurité publique, du Commerce et de l’industrie ainsi que de l’Economie et des Finances ont annoncé dans une note publiée en janvier 2018 que des spécialistes de la brigade seront déployés sur le territoire pour forcer l’application du dit décret.

## Developpement des solutions alternatives
La présence de miscroplastique dans l’eau constitue une menace pour les technologies de traitement de l’eau et des eaux usées utilisées. Une solution pour éviter l’impact négatif des microplastiques sur les performances des procédés d’eau serait de réduire le nombre de microplastiques atteignant ces unités. Ce qui implique le nettoyage des déchets plastiques dans les environnements naturels et opter pour des plastiques biocompatibles, méthodes de dégradation des plastiques. Pour la plupart des scientifiques et des décideurs politiques, le nettoyage des océans n’est pas une tâche économique ou logistique. Plus l’atténuation se fait en amont, plus grande est la possibilité de collecter davantage de plastique avec moins de dégradation. Éviter complètement la production de nouveaux plastiques autant que possible est la meilleure solution et le moyen fiable d’éviter la génération de microplastiques, qu’ils soient primaires (nécessaires à la production de nouveaux articles en plastique) ou secondaires (résultant de la panne d'objets en plastique plus gros). Collectivement, toutes ces stratégies contribuent à réduire les fuites de produits de faible valeur et à usage unique.
Bien que plusieurs stratégies aient été proposées pour réduire la contamination environnementale par les microplastiques provenant des eaux usées, la réduction à la source semble être la méthode la plus efficace.

## Conclusion
Avec la présence de grandes quantités de plastiques dans les océans chaque année où ils se transforment et s’accumulent. Leur décomposition dans l’océan entraine de graves problèmes pour la santé de l’environnement aquatique. Des recherches approfondies sont nécessaires pour évaluer pleinement les effets des microplastiques sur la santé humaine et animale tout en définissant une politique adéquate pour répondre à ses exigences.